# Гранітна чаша в Люстгартені
Грані́тна ча́ша в Люстга́ртені (нім. Granitschale im Lustgarten) — скульптурна споруда в Берліні, одна з важливих складових бідермаєру. Розташована скульптура навпроти Старого музею, на Музейному острові в центрі Берліна. Її визнано шедевром технічної думки доби бідермаєру. У місцевих жителів ця споруда отримала назву «Супова миска».

## Параметри
Чаша має діаметр 6,91 м і вагу близько 75 тонн. Є найбільшою цільнокам'яною чашею. Виготовлена з граніту

## Історія
У 1826 році на Академічній виставці в Берліні будівельний інспектор Крістіан Готліб Кантіан продемонстрував зразки виконаних ним круглих чаш з граніту: одну гранітну чашу діаметром в 6 футів (1,83 м) і ще дві чаші трохи менше. Англійський посланець Вільям Кавендіш високо оцінив експонати і замовив кам'яну чашу для себе. Дізнавшись про це замовлення, король Пруссії Фрідріх Вільгельм III доручив Кантіану виготовити гранітну чашу краще, ніж для британця. Кантіан пообіцяв королю виготовити чашу діаметром в 17 футів (5,34 м), яка стане найкращою в світі. Під це замовлення Кантіан обрав Великий Маркграфскій камінь у Рауенскіх горах на південному сході Бранденбурга, що важив орієнтовно 700—750 тонн.
Роботи почалися в Рауенських горах в травні 1827 року. Після першочергової обробки модель чаші, що важила вже 70-75 тонн, за допомогою тогочасних технологій була переміщена до Шпрее за шість тижнів для подальшого транспортування в Берлін по воді. Знадобилося 45 людей, щоб перевантажити чашу на спеціально побудоване дерев'яне судно. Полірувальні роботи було вирішено провести в Берліні щоб уникнути подряпин і ушкоджень під час тривалого перевезення.
Чаша прибула до Берліна 6 листопада 1828 і була поміщена поряд в спеціально зведену будівлю з паровою машиною потужністю в 10 кінських сил. Шліфувальні та полірувальні роботи, при участі парової машини тривали протягом двох з половиною років. При шліфуванні було виявлено три тріщини. Встановлена в 1831 році чаша перебуває на невисокому постаменті, що дозволяє заглянути в неї зверху.
В часи Веймарської республіки на Музейному острові проходять демонстрації і чаша отримує незначні ушкодження. В 1934 році чашу, яка заважала нацистам марширувати, перенесли. Найбільше «Гранітна чаша» постраждала під час Другої світової війни, коли біля неї застосовувались гранати.
В 1981 році чашу вирішили повернути на її початкове місце. При перенесенні скульптура розкололась, її вдалося відреставрувати, але деякі дефекти залишились помітними.